# Muž před tankem

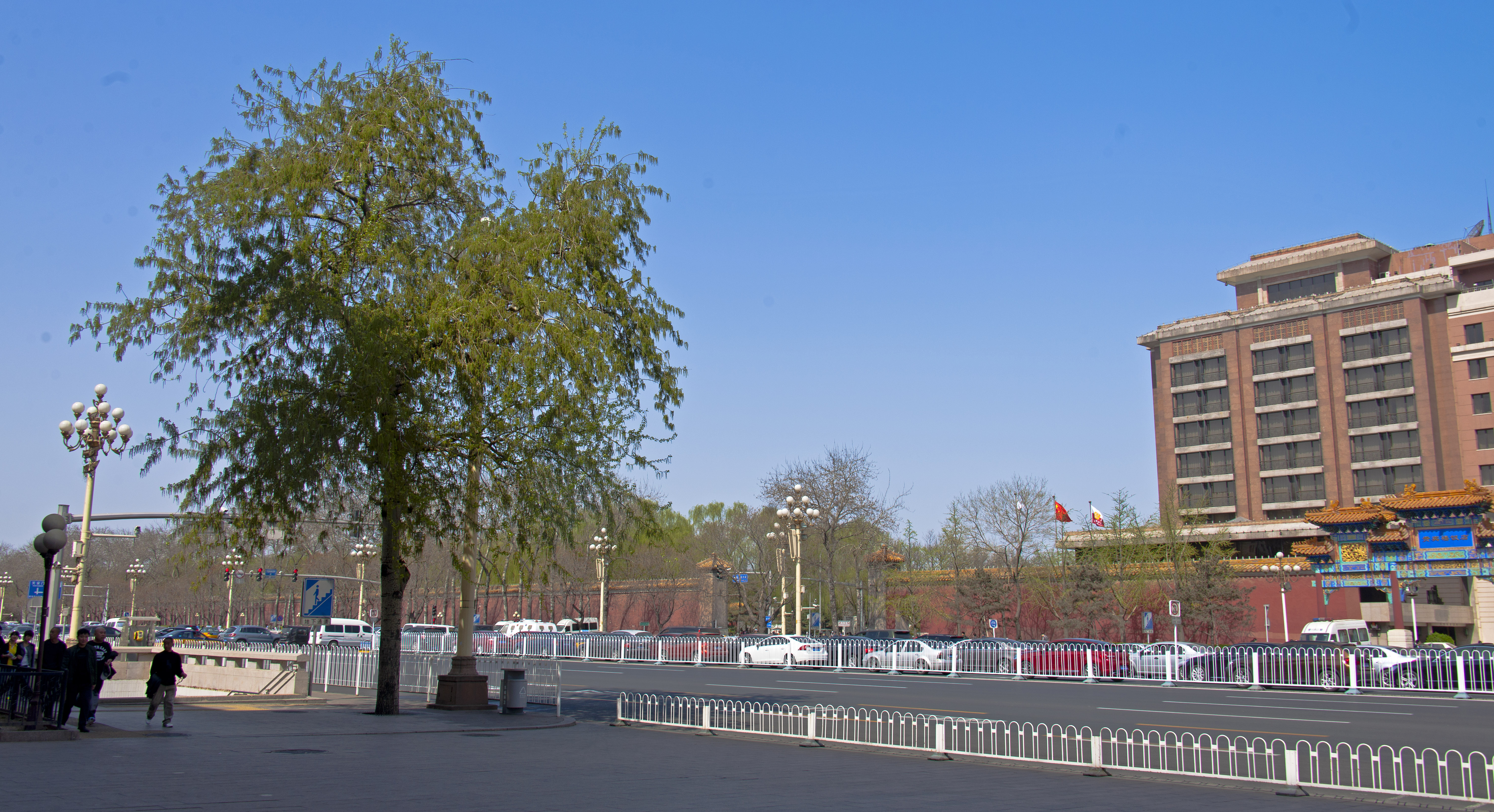
Pekingská křižovatka, kde se odehrál incident mezi neznámým mužem a kolonou tanků

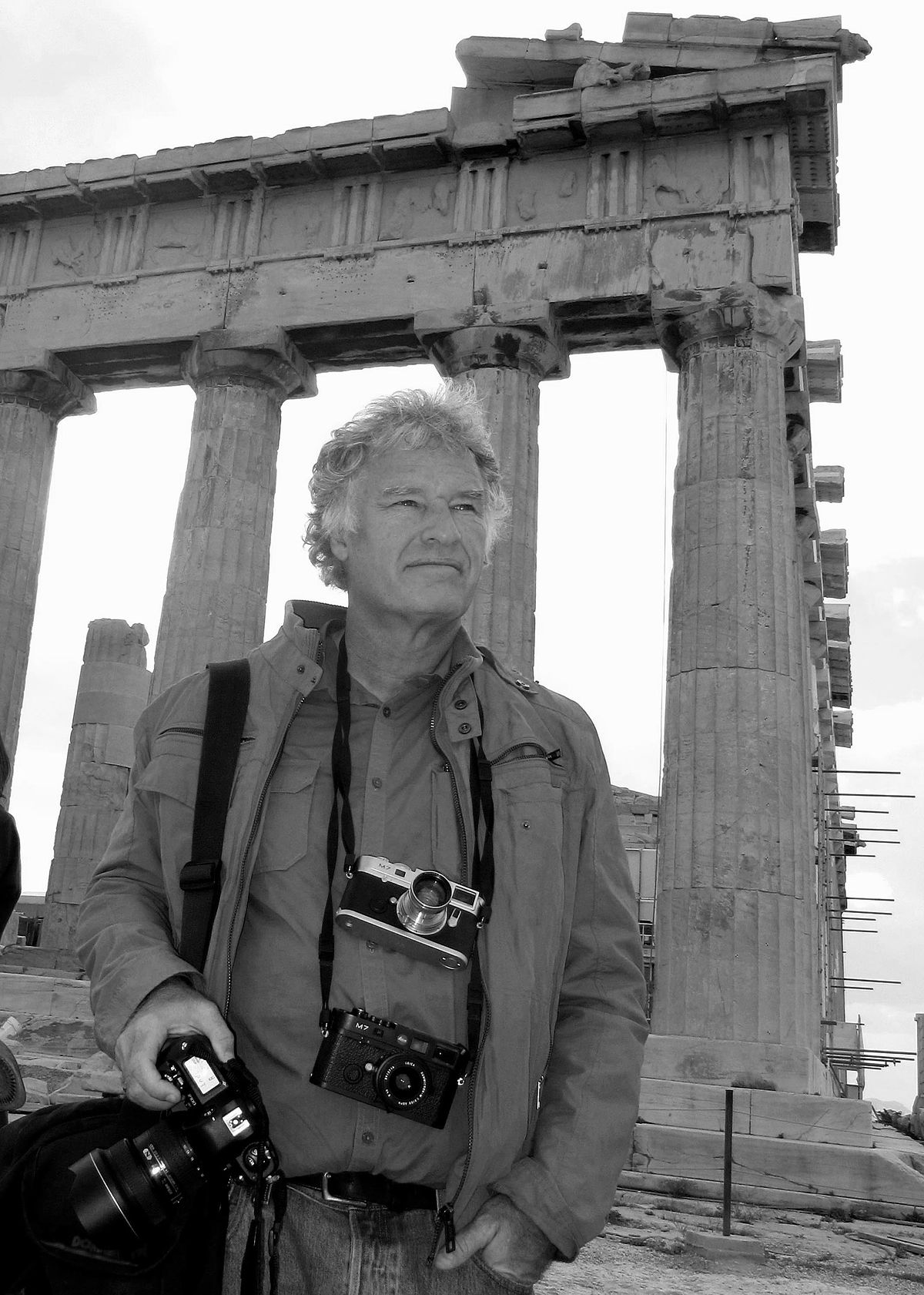
Americký fotograf Jeff Widener

Muž před tankem (anglicky Tank Man, či Unknown Rebel) je označení pro protestujícího, který se ráno 5. června 1989 postavil proti řadě tanků Čínské lidové armády poté, co čínské ozbrojené složky násilím potlačily demonstrující lid na náměstí Nebeského klidu. Událost se zapsala do mezinárodního povědomí díky videozáznamu a fotografiím. Podle některých svědectví jde pravděpodobně o Wanga Wej-lina, nicméně jeho totožnost nebyla potvrzena. Jeho totožnost zůstává neověřena a není znám ani jeho další osud po události.
V dubnu 1998 zařadil americký týdeník Time tohoto muže (Unknown Rebel) na seznam 100 nejvlivnějších lidí 20. století.

## Média
Fotografie cyklicky obíhá médii po celém světě (s výjimkou Číny, kde je zakázána). America Online ji řadí mezi deset nejslavnějších fotografií všech dob. V listopadu 2016, zařadil magazín Time Widenerův snímek do seznamu stovky nejvlivnějších fotografií všech dob („Time 100: The Most Influential Images of All Time“).
Fotografii tohoto muže pořídil americký fotograf Jeff Widener, pracující pro Associated Press, z šestého poschodí hotelu asi 800 m od místa událostí, pomocí fotoaparátu Nikon FE2 a 800mm objektivu.
Krátce předtím pořídil Stuart Franklin z Magnum Photos snímek, na němž je díky většímu zornému poli fotografa za protestujícím větší počet tanků. Charlie Cole, fotograf z časopisu Newsweek získal za svou fotografii cenu World Press Photo. Snímek se stal součástí kolekce „100 fotografií, které změnily svět“, kterou vydala redakce časopisu Life. Cole stihl schovat filmovou ruličku obsahující obrázek muže před tankem do vodní nádržky na toaletě, zatímco jeho hotelový pokoj byl prohledáván Úřadem pro veřejnou bezpečnost. Později se mu podařilo snímek úspěšně přenést do redakce. Další fotografii pořídil fotograf Arthur Tsang, který pracoval pro agenturu Reuters.
Ke dvacátému výročí 5. června 2009 byl zveřejněn pátý snímek. Ten ukazuje „muže před tankem“, který čeká na přijíždějící tanky typu 59, přičemž první z kolony je ještě relativně daleko. Na fotografii projíždí na úrovni muže další osoba na jízdním kole, fotograf, který stál před stojany s jízdními koly na snímku zachytil ještě dva muže, muž vlevo v popředí jde téměř klidně, muž vpravo se ale v běhu snaží krýt před střelbou. Jde o jediný snímek, který pořídil Terril Jones z Associated Press, předtím než se stejně jako další lidé na ulici musel skrýt před střelbou přicházející ze směru přijíždějících tanků. Muže před tankem si všiml až později při prohlížení negativů. Zveřejnit snímek se z úcty k ikonickým fotografiím kolegů rozhodl až o 20 let později.
Filmové záběry natočily televizní štáby BBC a CNN.